# Tros de Gassó
El Tros de Gassó és una zona de camps de conreu del municipi de Castell de Mur, al Pallars Jussà, a l'antic terme de Mur, en terres del poble de Collmorter.
Està situat a ponent de Collmorter, al nord de la Colomina i al sud-oest del Tornall. El lloc és especialment destacat perquè temps enrere podria haver allotjat el cementiri de Mur, que donà nom al lloc: Collmorter procedeix de collem mortuorium (pujol mortuori) que, segons Joan Coromines, és l'origen etimològic d'aquest poble.